# Palais Sickingen

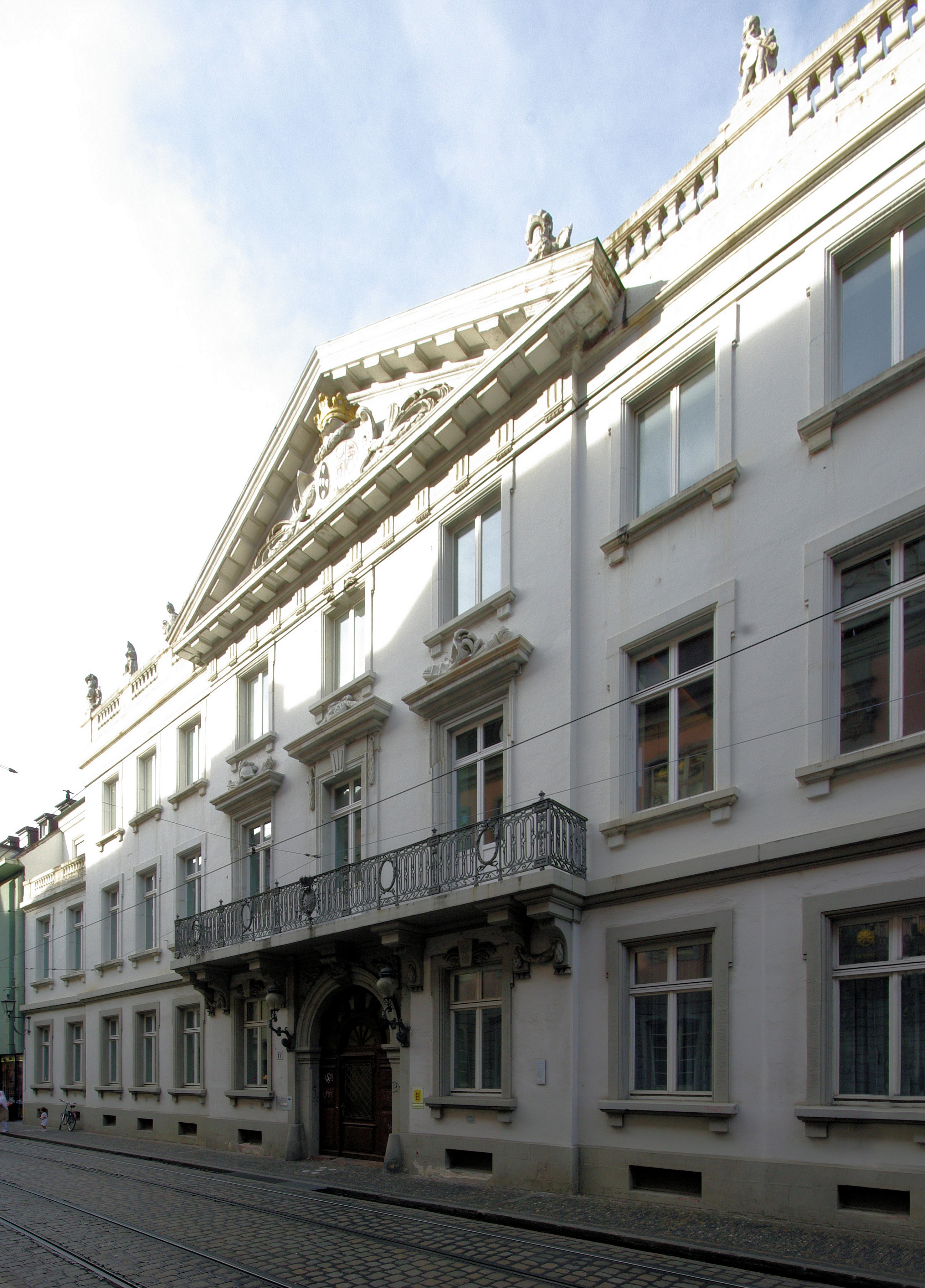
Palais Sickingen und Landgericht Freiburg

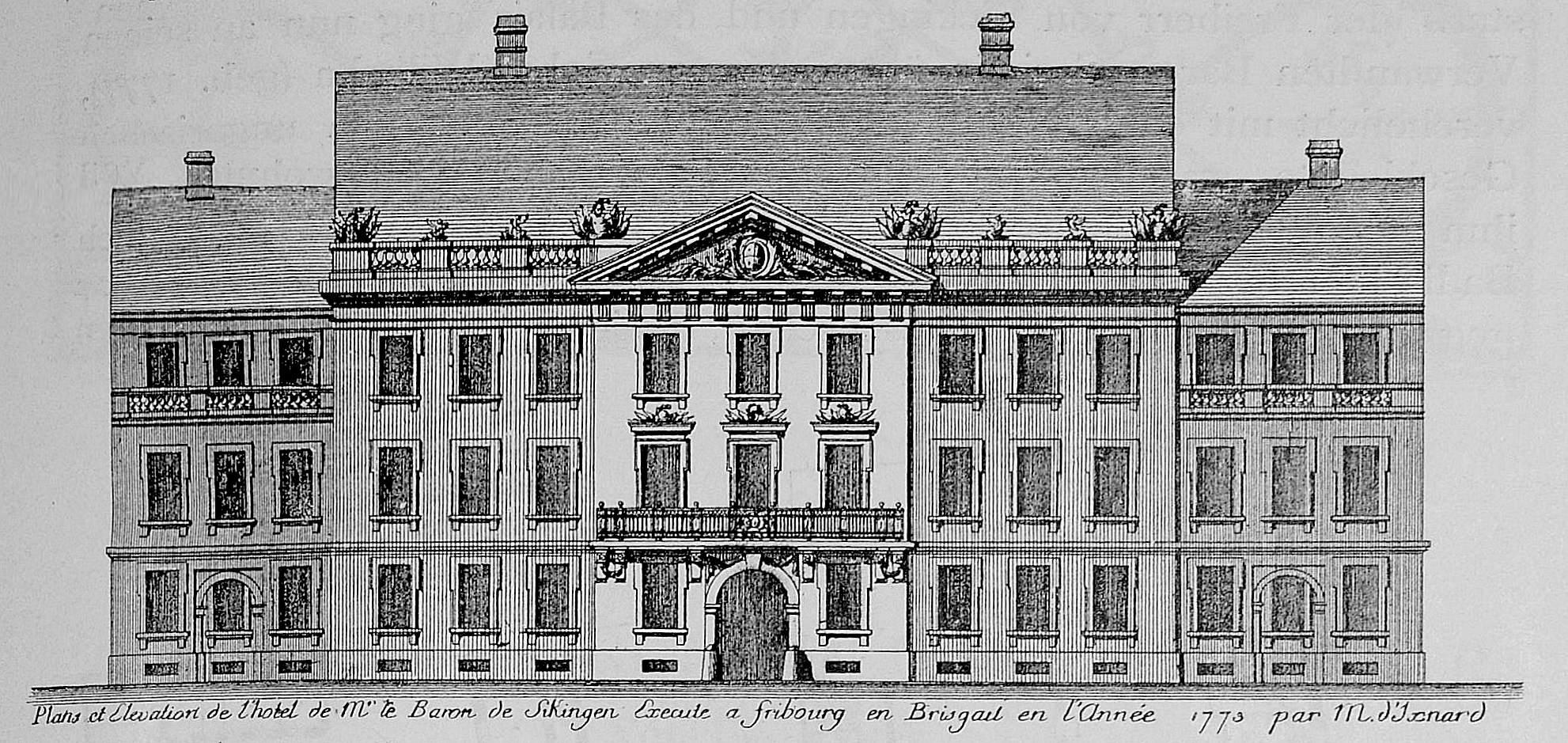
Bild ca. 1898

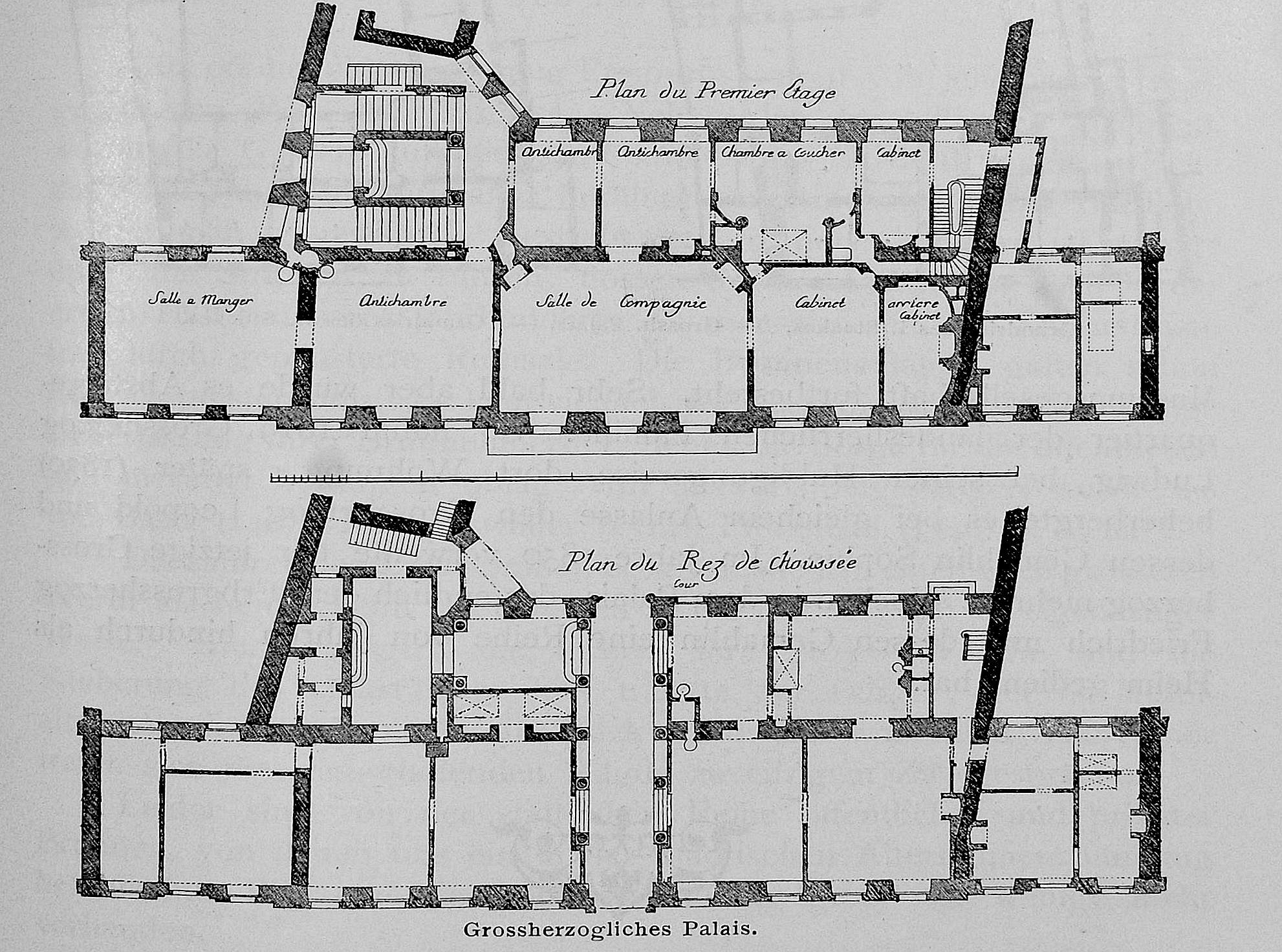
Grundriss des großherzoglichen Palais

Das Palais Sickingen (Sickinger Palais) in der Salzstraße in Freiburg ist heute der Sitz des Landgerichts Freiburg. Landläufig wird es auch als das Sickinger Palais bezeichnet.

## Geschichte
Erbaut wurde es in den Jahren 1769 bis 73 von Pierre Michel d’Ixnard als Stadtpalais für den Freiherrn Ferdinand Sebastian von Sickingen-Hohenberg. Die Familie von Sickingen war Nachfolger der Familie Schnewlin und hatte zahlreiche Besitzungen im Breisgau; dazu zählt auch deren Sommerresidenz, das Schloss Sickingen in Freiburg Ebnet. Das in französisch klassizistischer Form ausgeführte Gebäude wurde errichtet an Stelle der Häuser zum Maienthau und zum Wolkenbruch die sich bis zum Ende 16. Jahrhundert im Besitz der Familie Schnewlin von Landeck befanden und dann an die Freiherren von Sickingen-Hohenburg gingen. Zudem standen das Rote Haus sowie das Haus zur Scheuer. Die hochwertige Innenausstattung kann noch heute auf Fotos im Inneren des Palais besichtigt werden. Sie bestand, neben vielen Vergoldungen auf Gips und Holz, aus 240 Gemälden.
Nachdem der Erbauer 1772 verstorben war, diente das Haus als Wohnung für seinen Sohn Kasimir, gefolgt von dessen Sohn Reichsgraf Wilhelm. Mit dem Ende von Vorderösterreich kam auch das Ende seiner Zeit in Freiburg: um nur Untertan eines Kaisers zu sein und nicht zudem dem badischen Großherzog dienen zu müssen, zog er nach Österreich. 1806 ging das Palais daher für 50.000 Gulden an das Großherzogtum Baden. Zuerst wurde es an die 1807 gegründete Freiburger Lesegesellschaft vermietet, die heute noch unter dem Namen Museumsgesellschaft weiterbesteht. Aber sehr schnell wurde es zur großherzoglichen Residenz in Freiburg. Zu den Bewohnern damals zählten 1819 Ludwig, Leopold (mit Gemahlin Sophie) sowie speziell Friedrich I., der es häufiger nutzte: 1850 für mehrere Wochen, 1853 während einer Reise als Prinzregent, 1856 nach seiner Hochzeit mit Luise, 1876 zur Enthüllung des Siegesdenkmals und 1880 anlässlich des Besuchs der Landwirtschaftsausstellung in Waldkirch.
Die letzte großherzogliche Bewohnerin war Hilda, sie hielt sich auch in der Bombennacht am 27. November 1944 dort auf, bis auch sie in die Bunkeranlagen am Schlossberg flüchtete und die Gebäude durch mehrere Bombentreffer bis auf die Grundmauern vernichtet wurden. Nur die Fassade an der Salzstraße überstand den Angriff relativ unbeschadet.
Das Gebäude wurde in den Jahren 1962 bis 1965 wiederaufgebaut, wobei die Außenfassade in der alten Form wieder erstellt wurde. Diese Fassade wird auch heute noch durch das Wappen der Herzöge von Sickingen nach oben abgeschlossen. Bauherr war das Staatliche Hochbauamt Freiburg im Auftrag des Landes Baden-Württemberg. Es integrierte das Palais als Baudenkmal in den Neubau des Landgerichts, das es bis heute nutzt. Zwischen 2010 und 2011 wurde die Fassade restauriert und renoviert.